# Trdnjava Masmak
Trdnjava Masmak (arabsko قصر المصمك, latinizirano: Qaṣr al-Maṣmak), imenovana tudi palača Masmak, je utrdba iz gline in blatne opeke v okrožju Qasr al-Hukm, al-Dirah, Rijad, Saudova Arabija, v neposredni bližini palače Al Hukm. Zgrajena leta 1865 za princa 'Abdurrahmana ibn Sulejmana AlDabana pod emiratom Džabal Šamar. Trdnjava je imela ključno vlogo pri združitvi Saudove Arabije v bitki za Rijad, enim najpomembnejših spopadov saudske združitve, ki se je dogajala v trdnjavi. Od leta 1995 je bila trdnjava spremenjena v muzej, ki prikazuje eno najpomembnejših znamenitosti saudske dediščine.

## Zgodovina
Gradnjo utrdbe je začel Abdulah bin Faisal, emir Nadžda, leta 1865. Dokončal jo je leta 1895 emir Rijada Abdurahman ibn Sulejman pod vladavino Mohameda bin Abdulaha Al Rašida, vladarja emirata Džabal Šamar in vodje rodbine Rašid, ki je iztrgal nadzor nad mestom lokalni rodbini Saud, ki je kasneje odšla v izgnanstvo. Zgrajena je bila s štirimi stražnimi stolpi in debelimi zidovi, s temeljem iz kamnitih blokov, in leži v središču Rijada, v starem mestu, delu sodobne četrti Deira. Je ena redkih zgodovinskih stavb, ki so preživele v kraljestvu. Stavba je bila v trgovskem središču zgodovinskega Rijada.
Januarja 1902 se je emir 'Abdulaziz ibn Saud Al Saud, ki je takrat živel v izgnanstvu v Kuvajtu, vrnil v Rijad in vodil zasedo proti trdnjavi Masmak, ki jo je v bitki za Rijad ponovno zavzel. Dogodek, ki je obnovil saudski nadzor nad Rijadom, velja za enega najpomembnejših pri dokončanju združitve Saudove Arabije. Kralj Abdulaziz jo je od leta 1902 do 1938 uporabljal kot skladišče streliva, preden je svoj dvor preselil v takrat na novo zgrajeno palačo Muraba.
Leta 1979 je občina Rijad pripravila študijo za obnovo trdnjave Masmak, po kateri se je začela obnova. Njihova vizija je bila uresničena leta 1995, ko sta Ministrstvo za izobraževanje in Vrhovna komisija za razvoj Rijada stavbo spremenila v muzej, s čimer je postala sestavni del saudske dediščine. Kasneje so ga vključili v zgodovinsko središče kralja Abdulaziza, vrsto obnovljenih stavb v Rijadu. Praznovanja ob stoletnici so potekala leta 1999. Muzej vključuje razstave več starinskih pušk, noš in kmetijskih artefaktov.

## Arhitektura
Masmak lahko razdelimo na šest različnih delov: vrata, mošeja, majlis, vodnjak, stolpi in dvorišče.
Vrata
Glavna vrata palače so v zahodnem obzidju in merijo 3,6 m v višino in 2,65 m v širino. Debela so 10 cm in so narejena iz palmovega lesa. Na sredini vrat je odprtina, imenovana al-Khokha, ki je ravno dovolj velika, da gre mimo ena oseba naenkrat, in je obrambna funkcija, ki ljudem omogoča vstop in izstop brez odpiranja vrat.
Mošeja
Mošeja je levo od vhoda. To je velika soba, ki jo podpira več stebrov s policami v stenah za postavitev mus'hafov Korana. V mošeji je mihrab, v stenah pa so luknje za prezračevanje.
Majlis
Je neposredno pred vhodom in je prostor v obliki pravokotnika. Na steni proti vhodu in južni steni so odprtine v stenah za prezračevanje in razsvetljavo, podobne tistim v mošeji.
Vodnjak
Vodnjak je v severovzhodnem kotu trdnjave.
Stražni stolpi
V vsakem od vogalov mošeje so stožčasti stolpi, od katerih je vsak visok približno 18 m. Do stolpov se dostopa po stopniščih, ki so znotraj njih. Stene stolpov so še posebej debele, z debelino 1,25 m.
Dvorišče
Dvorišče obdajajo prostori s stebri, ki so znotraj povezani med seboj, na vzhodni strani pa ima stopnice, ki vodijo v prvo nadstropje in na streho, na njem pa so tri bivalne enote, prva je služila kot vladarska rezidenca, druga kot bayt al-mal (dobesedno hiša bogastva), tretja pa je bila namenjena namestitvi gostov.